# Toon Schuurmans
Anton (Toon) Schuurmans (Rotterdam, 1 januari 1931 – aldaar, 17 januari 2013) was een Nederlands bokser.

## Loopbaan
Schuurmans bokste in totaal 128 wedstrijden, waarvan hij er 111 won. Hij viel in de klasse licht-middelgewicht. Hij werd driemaal (in 1951, 1953 en 1956) Nederlands kampioen in het weltergewicht; hij was in 1964 ook professionalkampioen in het zwaarwelter. Na zijn professionele loopbaan (die hij afsloot in 1964) bokste hij nog bij de Dutch Windmill Club. Paul van Schaik interviewde hem later voor het boek Allemaal jongens die lekker uit de voeten konden.  Schuurmans overleed op 82-jarige leeftijd te Rotterdam. 